# Брейн, Бартоломеус (старший)
Бартоломеус Брейн, также Бартель Брюн, Бартоломеус Брюйн, Берту Брюн Мелер  (нем. Bartholomäus Bruyn, Barthel Bruyn, Bartholomaeus Bruyn, Bertoult Bruyn Мeler; 1493, Везель — 22 апреля 1555, Кёльн) — немецкий живописец и рисовальщик эпохи Северного Возрождения, выдающийся портретист XVI столетия. Работал под влиянием нидерландской живописи. Выполнял рисунки для витражей.

## Биография
Бартоломеус Брейн обучался ремеслу живописца одновременно с Йосом ван Клеве у Яна Йоста, работая в Везеле, Калькаре и Вердене, до того как переселился в Кёльн. Между 1515 и 1520 годами Брейн женился на девушке по имени Агнес, с которой у него было пятеро детей. С 1512 года он работал в цехе так называемых мастеров Св. Северина (Meisters von St. Severin), однако первое документально подтвержденное упоминание о его деятельности в Кёльне относится к 1515 году. А уже через три года Брейн стал членом «Сорока четырех» (расширенного городского совета).

## Творчество
Брейн приобрёл известность в качестве алтарного мастера и портретиста. Характерной особенностью портретов работы Брейна является точно подмеченный характер портретируемых и тонкая «фламандская манера» тональных моделировок. Примером могут служить иконы главного алтаря Ксантенского собора, выполненные Брейном в 1534 году, для которых он использовал свои знания итальянской живописи по гравюрам, привозимым из Италии.
В Кёльне у Брейна была собственная мастерская, в которой также работали его сыновья Арнт Брюйн и Бартоломеус Брюйн Младший. Брейн Старший скончался в 1555 году. Остается неясным, является ли 22 апреля, записанным в бухгалтерских книгах приходской церкви Святого Альбана, днём его смерти или похорон. Его кончина знаменует собой конец наиболее продуктивной фазы кёльнской живописи эпохи Возрождения, которая характеризуется приверженностью традиционным канонам («крылатый алтарь») и темам (ряды святых) и в то же время открытостью новым тенденциям.
В санкт-петербургском Эрмитаже имеется четыре картины Бартоломеуса Брейна.

## Галерея

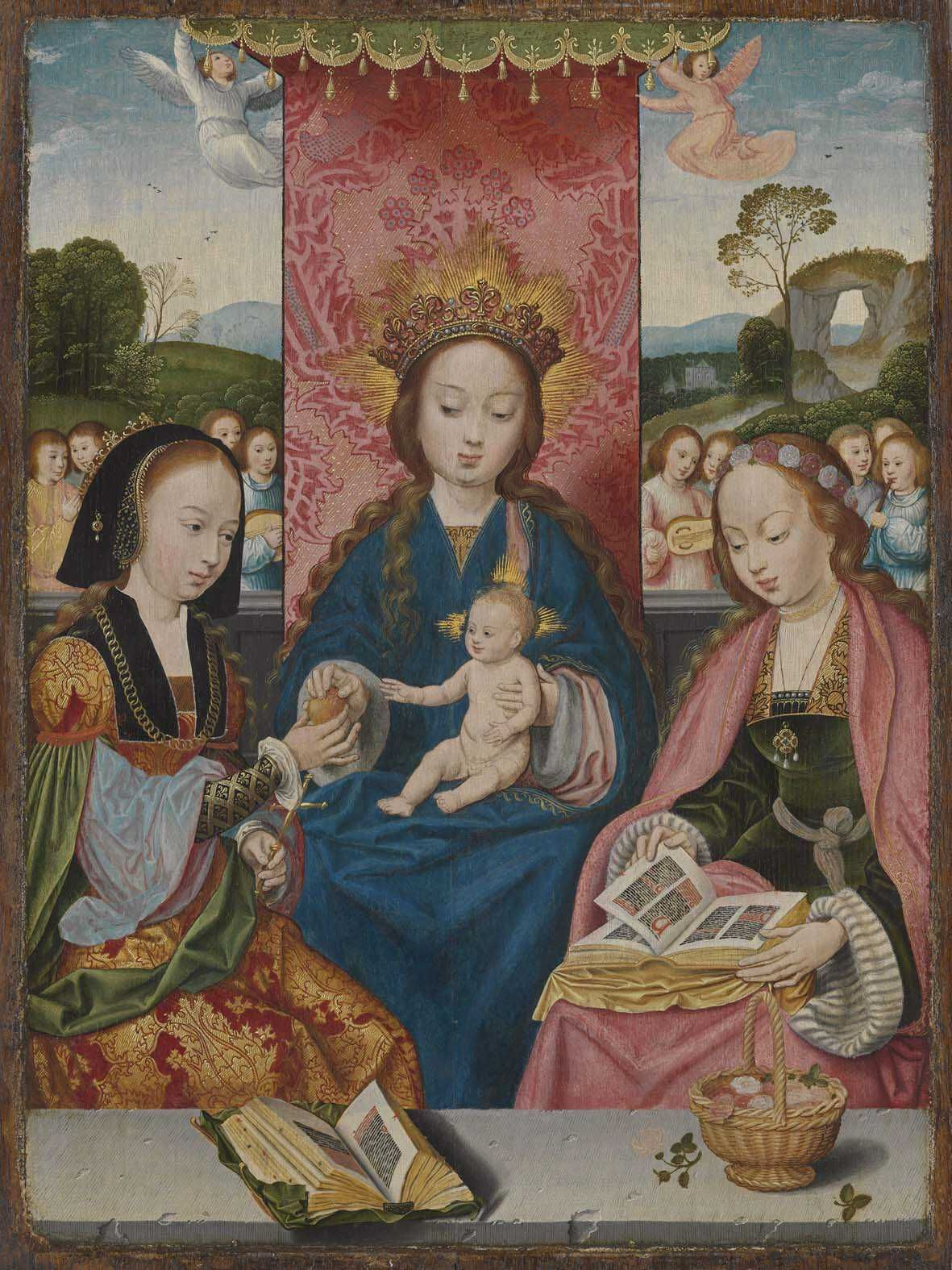
Дева Мария с Младенцем, святыми Маргаритой и Доротеей. Между 1515 и 1520. Дерево, масло. Баварские собрания картин, Мюнхен
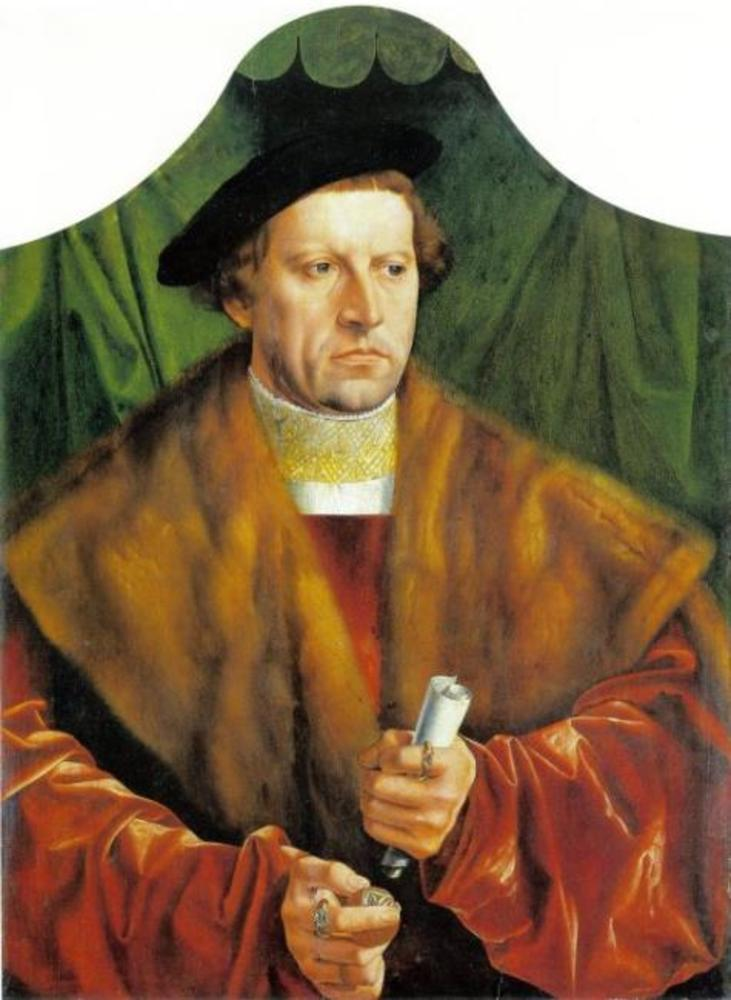
Мужской портрет. Дерево, масло. Штеделевский художественный институт, Франкфурт-на-Майне
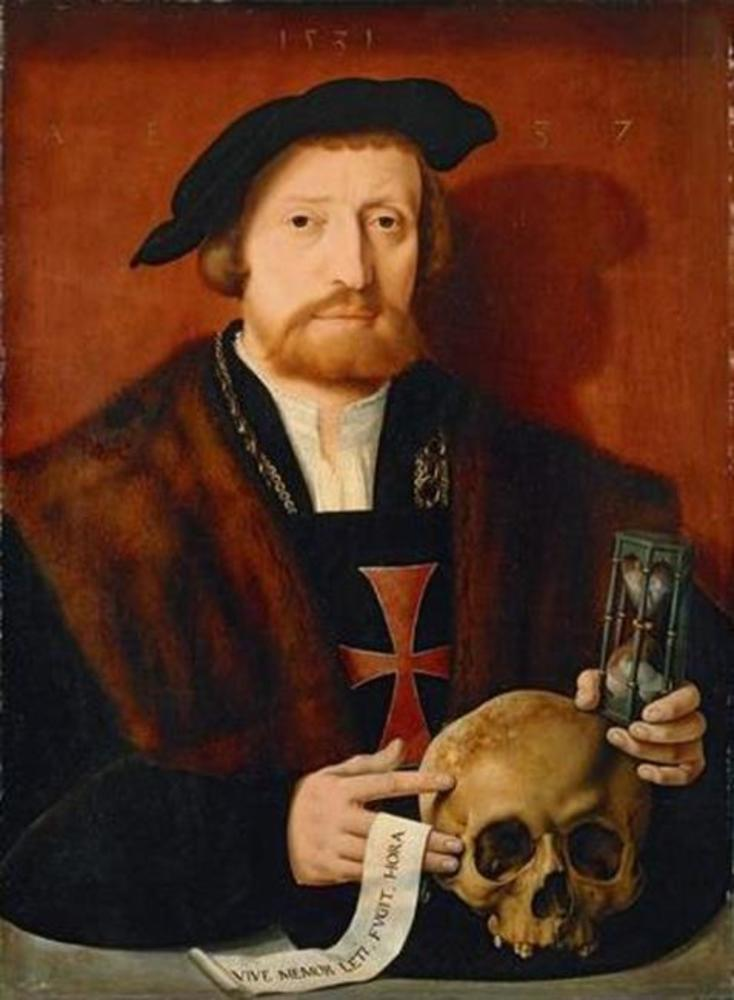
Портрет рыцаря. 1531. Дерево, масло. Музей истории искусств, Вена
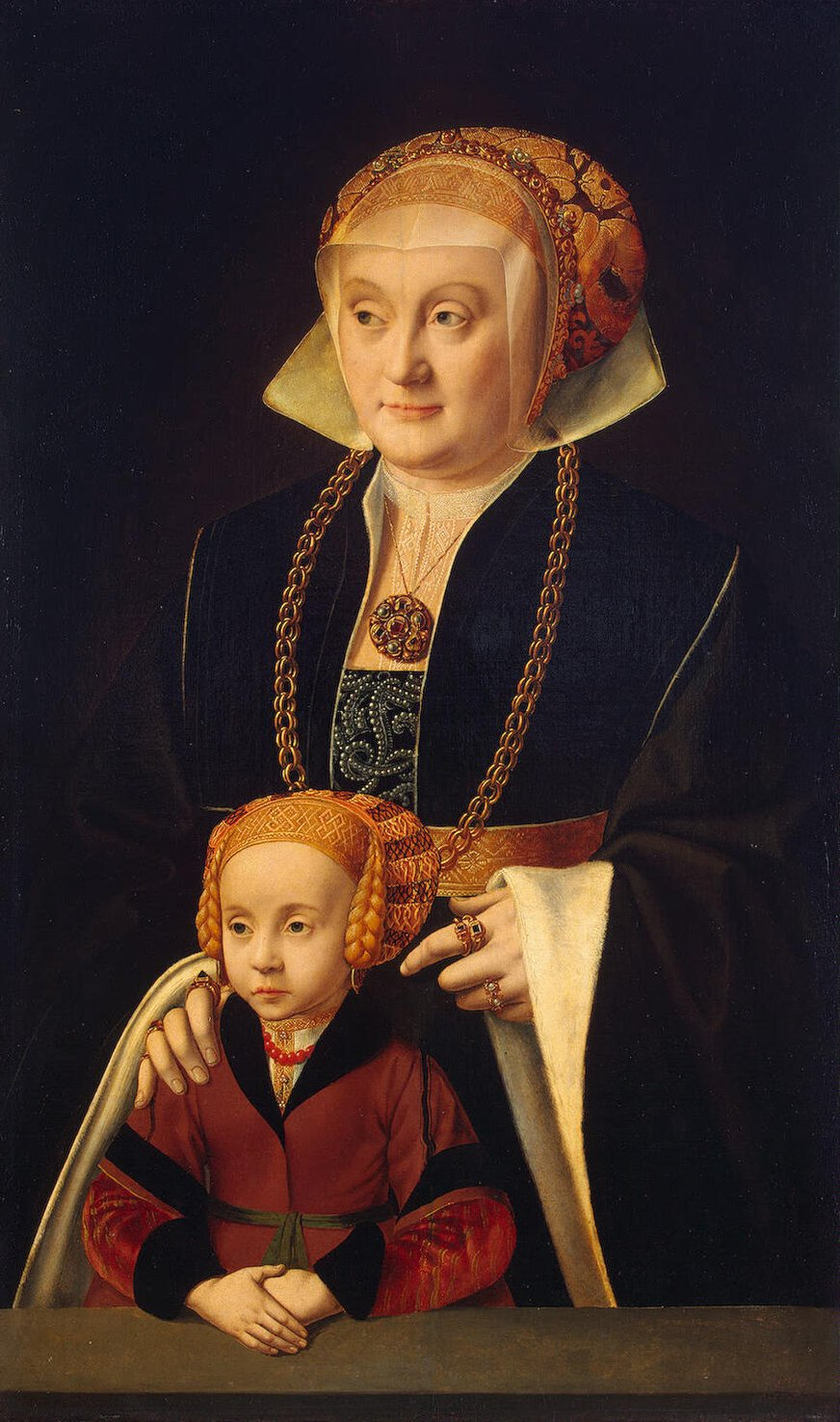
Портрет дамы с дочерью. Между 1530 и 1545. Холст, масло (переведено с дерева). Государственный Эрмитаж, Санкт-Петербург
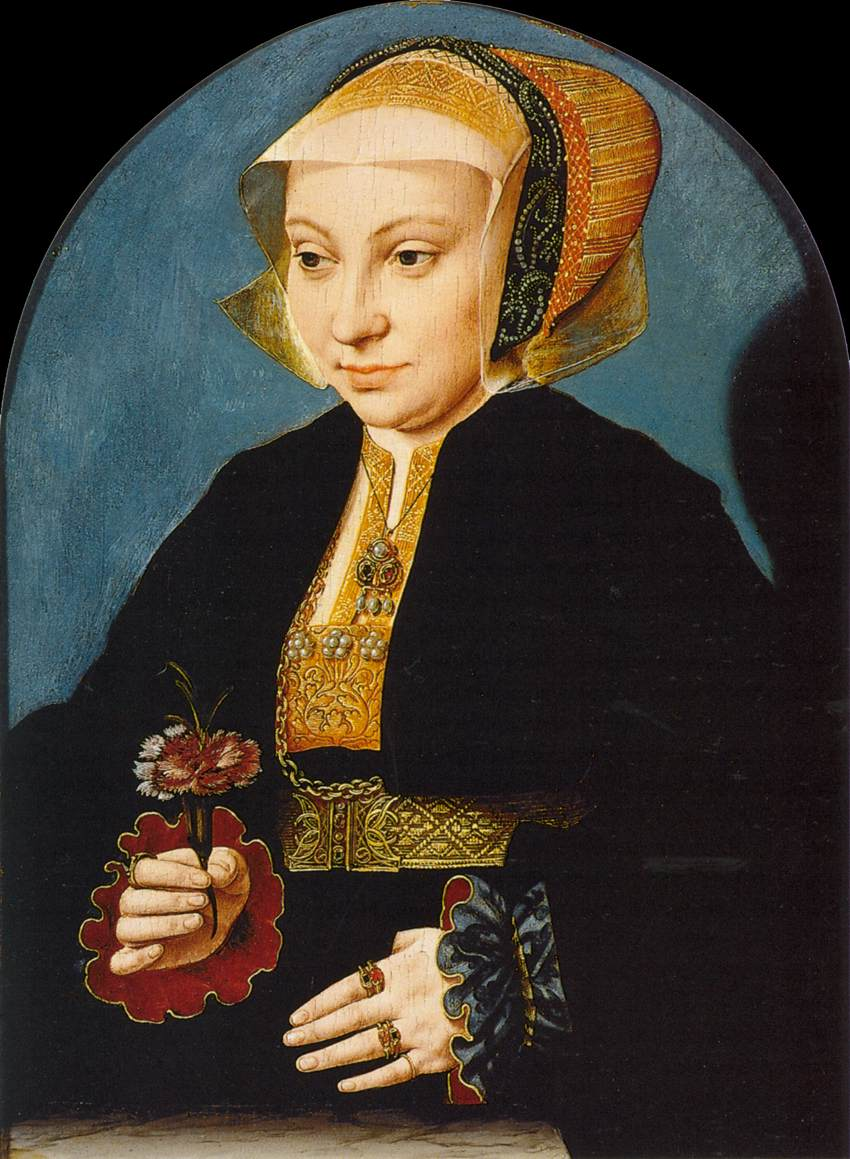
Женский портрет. Ок. 1538. Дерево, масло. Музей Тиссена-Борнемисы, Мадрид
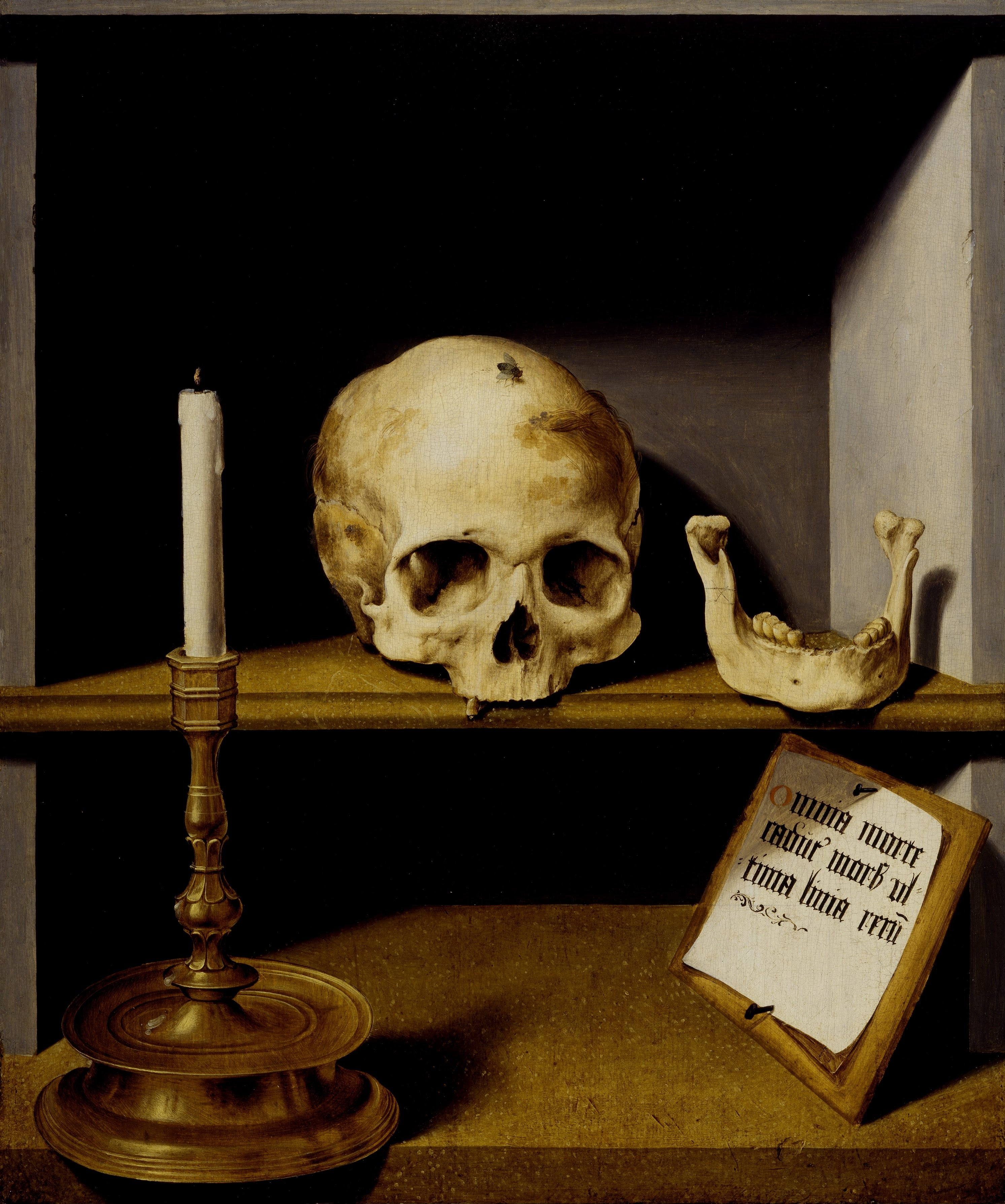
Vanitas (Бренность). 1524. Дерево, масло. Музей Крёллер-Мюллер, Оттерло, Нидерланды